# Polygonum leblebicii
Polygonum leblebicii är en slideväxtart som beskrevs av Yild.. Polygonum leblebicii ingår i släktet trampörter, och familjen slideväxter. Inga underarter finns listade i Catalogue of Life.